# Aylin
Aylin  est un prénom féminin turc, porté par :
- Aylin Aslım (en), chanteuse turque
- Aylin Daşdelen (née en 1982), haltérophile turque
- Aylín Mújica, (née en 1974), actrice et danseuse
- Aylin Prandi (née en 1983), actrice française